# Unione Sportiva Pro Vercelli 1927-1928
Questa voce raccoglie le informazioni riguardanti la Unione Sportiva Pro Vercelli nelle competizioni ufficiali della stagione 1927-1928.

## Stagione
Nella stagione 1927-1928 la Pro Vercelli disputa il girone A del campionato di Divisione Nazionale, raccoglie 18 punti con il sesto posto finale. Ancora allenata dal tecnico austriaco Rudolf Soutschek, parte piano ottenendo 7 punti nel girone di andata, stazionando in zona retrocessione, poi nel girone di ritorno rompe gli indugi raccogliendo 11 punti, e chiudendo il torneo in sesta posizione. Ancora Luigi Bajardi tra i migliori dei "bianchi" che firma 12 reti in campionato. Fiore all'occhiello di stagione la vittoria a Torino (0-1) del 9 ottobre 2027. Lo scudetto è stato vinto per la prima volta dal Torino, dopo quello revocatogli la stagione scorsa. I granata hanno vinto il girone A con 30 punti, davanti al Genoa con 29 punti. Nel girone finale il Torino vince il titolo con 19 punti, superando il Genoa a 17 punti e terze con 16 punti la Juventus e l'Alessandria.

## Divise
| Prima divisa |

## Rosa
| N. |                   | Ruolo | Calciatore        |
| -- | ----------------- | ----- | ----------------- |
|    | Italia (bandiera) | P     | Giuseppe Cavanna  |
|    | Italia (bandiera) | D     | Achille Dellarole |
|    | Italia (bandiera) | D     | Albino Rocco      |
|    | Italia (bandiera) | D     | Mario Zanello     |
|    | Italia (bandiera) | C     | Mario Ardissone   |
|    | Italia (bandiera) | C     | Carlo Degara      |
|    | Italia (bandiera) | C     | Gino Pensotti     |
|    | Italia (bandiera) | C     | Antonio Perino    |
|    | Italia (bandiera) | A     | Francesco Ansaldi |
|    | Italia (bandiera) | A     | Luigi Bajardi (I) |
|    | Italia (bandiera) | A     | Francesco Borello |

| N. |                   | Ruolo | Calciatore              |
| -- | ----------------- | ----- | ----------------------- |
|    | Italia (bandiera) | A     | Luigi Casalino          |
|    | Italia (bandiera) | A     | Ugo Ceria               |
|    | Italia (bandiera) | A     | Mario Ferraris (I)      |
|    | Italia (bandiera) | A     | Mario Gardini           |
|    | Italia (bandiera) | A     | Edoardo Lepora          |
|    | Italia (bandiera) | A     | Federico Novella        |
|    | Italia (bandiera) | A     | Pietro Osenga           |
|    | Italia (bandiera) | A     | Ferdinando Santagostino |
|    | Italia (bandiera) | A     | Gaudenzio Sereno        |
|    | Italia (bandiera) | A     | Carlo Villa             |

## Risultati

### Divisione Nazionale - girone A

#### Girone di andata
| Arbitro: | A. Gama (Milano) |

|  |           |              |
|  | Marcatori | 52’ Cattaneo |

| 2 ottobre 1927 2ª giornata |  | – Turno di riposo della Pro Vercelli |  |  |

| Arbitro: | Lenti (Genova) |

|  |           |              |
|  | Marcatori | 62’ C. Villa |

| Arbitro: | R. Barlassina (Novara) |

|           |           |             |
| Sereno 3’ | Marcatori | 32’ Aigotti |

| Arbitro: | Osti (Ferrara) |

|                                                    |           |  |
| E. Bodini 8’, 86’ G. Chiecchi 46’, 52’ Puerari 77’ | Marcatori |  |

| Arbitro: | Sguerso (Savona) |

|                                                |           |              |
| Ranelli 11’ Ravani 46’ (rig.) Dalle Vedove 73’ | Marcatori | 22’ C. Villa |

| Arbitro: | Rovida (Milano) |

|            |           |            |
| Lepora 16’ | Marcatori | 14’ Tosini |

| Arbitro: | Cassetta (Milano) |

|                                             |           |              |
| L. Bajardi 2’ Zanello 22’ (rig.) Osenga 52’ | Marcatori | 66’ Vecchina |

| Arbitro: | Giorgi (Milano) |

|                                                               |           |                                 |
| Benatti 18’, 85’ Maselli 34’ (rig.) Bottazzi 66’ Casanova 86’ | Marcatori | 71’, 89’ Gardini 81’ L. Bajardi |

| Arbitro: | Caironi (Milano) |

|                |           |  |
| L. Bajardi 33’ | Marcatori |  |

| Arbitro: | Casseta (Milano) |

|                     |           |            |
| Canestri 43’ (rig.) | Marcatori | 17’ Osenga |

#### Girone di ritorno
| Alessandria 18 dicembre 1927 12ª giornata | Alessandria            | 0 – 0 | Pro Vercelli | Campo degli Orti\| Arbitro: \| P. Barlassina (Novara) \| |
| Arbitro:                                  | P. Barlassina (Novara) |       |              |                                                          |

| 25 dicembre 1927 13ª giornata |  | – Turno di riposo della Pro Vercelli |  |  |

| Arbitro: | A. Gama (Milano) |

|  |           |                                        |
|  | Marcatori | 24’ Vezzani 74’ (rig.), 78’ Baloncieri |

| Arbitro: | Lenti (Genova) |

|                     |           |  |
| G. Santagostino 55’ | Marcatori |  |

| Arbitro: | Giorgi (Milano) |

|                                |           |  |
| C. Villa 7’ L. Bajardi 9’, 25’ | Marcatori |  |

| Arbitro: | Osti (Ferrara) |

|                                          |           |  |
| Borello 43’ Gardini 45+1’ L. Bajardi 67’ | Marcatori |  |

| Arbitro: | Scarpi (Dolo) |

|                          |           |  |
| E. Ghisi 31’ Zoccola 47’ | Marcatori |  |

| Arbitro: | Mastellari (Bologna) |

|                   |           |  |
| Fayenz 57’ (rig.) | Marcatori |  |

| Arbitro: | Garbieri (Genova) |

|                                              |           |  |
| F. Santagostino 19’ L. Bajardi 42’, 70’, 84’ | Marcatori |  |

| Arbitro: | Osti (Ferrara) |

|                           |           |                |
| Maffioli 15’ Barbieri 23’ | Marcatori | 52’ L. Bajardi |

| Arbitro: | Gamberini (Bologna) |

|                                                                          |           |  |
| F. Santagostino 10’, 79’ L. Bajardi 29’, 90+1’ Casalino 33’ C. Villa 84’ | Marcatori |  |

## Statistiche

### Statistiche di squadra
| Competizione                   | Punti | Totale | Totale | Totale | Totale | Totale | Totale |
| Competizione                   | Punti | G      | V      | N      | P      | Gf     | Gs     |
| ------------------------------ | ----- | ------ | ------ | ------ | ------ | ------ | ------ |
| Divisione Nazionale - girone A | 18    | 20     | 7      | 4      | 9      | 29     | 27     |
| Totale                         | 18    | 20     | 7      | 4      | 9      | 29     | 27     |